# Quận Worth, Missouri
Quận Worth là một quận thuộc tiểu bang Missouri, Hoa Kỳ. Theo điều tra dân số năm 2010 của Cục điều tra dân số Hoa Kỳ, quận có dân số 2171 người 2. Quận lỵ đóng ở Grant City6. Quận được tổ chức vào năm 1861 và được đặt tên theo tướng William J. Worth người phục vụ trong chiến tranh Hoa Kỳ-Mexico.

## Địa lý
Theo Cục điều tra dân số Hoa Kỳ, quận có tổng diện tích 692 km2, trong đó có 0 km2 là diện tích mặt nước.